# OsiriX
OsiriX est un logiciel commercial d'imagerie médicale, permettant de visualiser des fichiers au format DICOM.

## Le produit
- Un logiciel permettant de visualiser en 3 dimensions les données d'imagerie médicale sur des MacIntosh.
- OsiriX est capable de recevoir des images transférées suivant le protocole de communication DICOM depuis n'importe quels PACS ou modalité d'imagerie médicale.
- Un système de plug-ins permet d'intégrer des fonctions supplémentaires éventuellement payantes fournies par d'autres entreprises.
- langue de programmation : Objective C, C++.
- Il reconnait les formats LSM, TIFF et BioRad.
- Il permet de reconstituer des vues 3D à partir de coupes de scanner, et de les exporter dans un format reconnu par les logiciels 3D, comme Blender.

## Les auteurs
- Le docteur Antoine Rosset (1972), celui qui a programmé et qui a obtenu un Apple Design Award en juin 2005. Il est actuellement médecin radiologue à l'Hôpital de LaTour[2], à Genève.
- Joris Heuberger (1980), mathématicien/informaticien, programmeur d'OsiriX depuis mars 2005 (UCLA/HUG)

## Histoire
Le projet démarre en novembre 2003 et une première version est rendue publique en avril 2004.
À l'occasion de la Apple Worldwide Developers Conference de juin 2005, OsiriX est récompensé dans les catégories Best Use of Open Source et Best Mac OS X Scientific Computing Solution.
En février 2010, les auteurs initiaux créent la société Pixmeo afin de certifier OsiriX au regard des exigences de la Food and Drug Administration et d'étendre l'offre de support.